# 珠海经济技术开发区

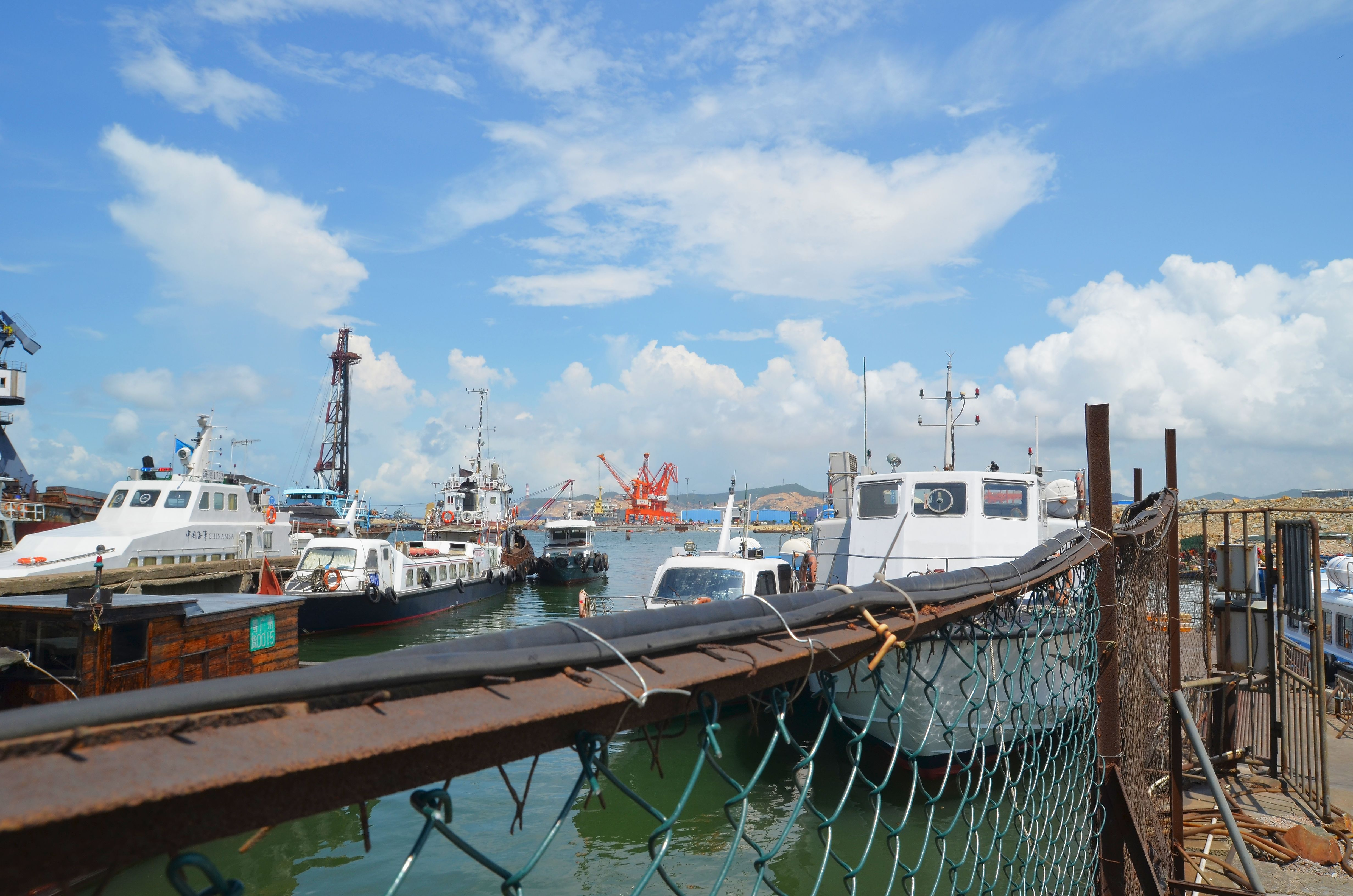
高栏港

珠海经济技术开发区，又称珠海高栏港经济区，是中华人民共和国广东省珠海市设立的一个国家级经济技术开发区。高栏港经济区的管理机构是高栏港经济区管理委员会，为珠海市人民政府的派出机构。高栏港经济区实际管辖原属金湾区的南水镇和平沙镇两镇，总面积380平方公里。2012年3月，经国务院批准，高栏港经济区升级为国家级经济技术开发区，定名为“珠海经济技术开发区”。